# Muzeum města Rovinj
Muzeum města Rovinj se nachází v přístavním městě Rovinj v západním Chorvatsku. Je umístěno v budově barokního paláce na náměstí Trg Maršala Tita. Toto muzeum bylo založeno v roce 1954 skupinou rovinjských umělců s cílem shromažďovat a vystavovat umělecká díla. Prvním ředitelem se stal umělec Zora Matić. Muzeum slouží jako městská galerie a současně tu jsou umístěny i stálé expozice, kde jsou vystaveny cenné exponáty z celé sbírky.

## Sbírky
Za dobu svojí existence muzeum vytvořilo bohatou sbírku současného umění i umění starých mistrů, archeologických nálezů, a dále například sbírku dokumentů a fotografií o činnosti partyzánského praporu "Pino Budicin".
V muzeu jsou tato výstavní oddělení:
- Archeologie

Kurátorem je Damir Matošević. Nachází se v přízemí budovy. Město Rovinj a jeho okolí jsou bohaté na archeologické lokality ze všech historických období. Archeologická expozice je stále ve fázi vývoje.
- Alexander Kircher (Triest 1868 - Dresden 1939)

Kurátorem je Dario Sošić. Nachází se také v přízemí budovy. Alexander Kircher byl světoběžník a hlavní královského rakouského námořnictva. Muzeum města Rovinj má ve sbírce jeho 12 reprezentativních pláten, které kdysi byly součástí sbírky průmyslníka Georga von Hutterotta.
- Současné chorvatské umění

Kurátorem je Dario Sošić. Nachází se v prvním patře. Zde jsou představeni nejvýznamnější chorvatští malíři z druhé poloviny 20. století (např. Emanuel Vidović, Ivo Kalina, Kosta Angeli Radovani, Julije Knifer, Antun Motika, Željko Hegedušić, Ivan Lovrencić, Ivo Dulcić, Vanja Radauš a mnoho dalších).
- Rovinjští umělci

Kurátorem je Dario Sošić. Nachází se v prvním patře. Je zde k vidění tvorba zakladatelů muzea, mezi které patří např. Bruno Mascarelli, Cesco Dessanti, Zora Matić, Marčelo Brajnović, Slobodan Vuličević, Biserka Baretić, Egidio Budicin, stejně jako tvorba mladších avantgardních umělců.
- Vilko Šeferov (Mostar 1895 - Zagreb 1974)

Kurátorem je Dario Sošić. Nachází se v prvním patře. Vilko Šeferov byl jedním z nejdůležitějších chorvatských krajinářů. Městu Rovinj odkázal asi 120 pláten vytvořených pomocí různých technik. Výstavní prostor, jenž je věnovaný jeho dílům nabízí výběr z jeho nejreprezentativnějších pláten, včetně jeho jediného autoportrétu.
- Galerie starých mistrů

Kurátorem je Dario Sošić. Nachází se ve druhém patře. Zde se nachází jedna z nejvýznamnějších sbírek starých mistrů v Chorvatsku. Jedná se zejména o italské malíře z 15. - 19. st. Renesanční umění je zde zastoupeno díly Giovanni Belliniho a Bonifazio de Pitati. Nejvýznamnější barokní zástupci jsou Marco Ricci ("Cesta do Emaus"), Antonio Zanchi, Girolamo Romanino, Nicola Grassi a jiní.
Zvláštní místo v expozici je věnováno kolekci portrétů, které jsou středoevropského původu (G. F. Waldmüller) a sbírce dřevěných polychromovaných soch.
- Námořnictví

Kurátorkou je Katarina Marić. Nachází se ve druhém patře. Rovinj má bohaté námořní a rybářské tradice, které také zaznamenalo rovinjské muzeum. Muzeum nabízí k zhlédnutí makety lodí, reprezentace důležitých mořských bitev, mořské krajiny, suvenýry z cest do exotických zemí, obrazy lodí a další věci.